# Шайтанский завод (Верх-Исетский горный округ)
Шайта́нский железоде́лательный заво́д — металлургический завод на Среднем Урале, в Верх-Исетском горном округе, на реке Шайтанке.

## История
Завод был построен А. Н. Демидовым в устье реки Шайтанки в 110 верстах от Екатеринбурга для расширения передельных мощностей для чугуноплавильных заводов. Собственной рудной и топливной базы завод не имел, получая чугун с близлежащего Уткинского завода. Запуск завода состоялся 1 сентября 1727 года. Количество воды в заводском пруду было недостаточным, что приводило к частым временным остановкам завода.

### Собственники
В 1758 году после раздела имущества между наследниками Шайтанский завод перешёл в собственность П. А. Демидова, который 10 января 1769 году продал завод С. Я. Яковлеву. С 1787 года (по другим данным — с 1788 года после покупки наследного имущества у матери, М. И. Яковлевой) заводом владел его сын И. С. Яковлев.
С 1859 года заводом владели И. А. Яковлев с сестрой Н. А. Стенбок-Фермор. В 1862 году графиня Н. А. Стенбок-Фермор стала единоличной владелицей. В 1899 году завод перешёл в собственность семейно-паевого товарищества наследников Н. А. Стенбок-Фермор.

### Технология и оборудование
В 1760 году на заводе работало 2 молота, было произведено 9,4 тыс. пудов товарного железа. В 1770 году количество молотов было увеличено до трёх. В 1780 году на заводе действовали 4 кричных горна и 2 молота, было произведено 0,8 тыс. пудов железа. В 1797 году в штате завода числилось 399 мастеровых и работных людей из крепостных крестьян.
Объёмы производства кричного железа составляли 8,6 тыс. пудов в 1800 году, в 1807 году — 10,8, в 1815 году — 3,7 , в 1823 году — 2,1 , в 1834 году — 8,7. В 1859 году действовали 1 слесарный, 2 гвоздарных, 4 кричных и 7 кузнечных горна, было произведено 6,1 тыс. пудов кричного железа и 1,8 тыс. пудов гвоздей. В 1860 году соответственно — 9 и 1,5 тыс. пудов, в 1861 году — 7,9 и 1,9 тыс. пудов, в 1862 году — 16,5 и 1,4 тыс. пудов. Штат завода составлял 80 человек в 1860 году, 93 в 1861 году, 121 — в 1862 году.
В 1863 году в составе завода работало 2 кричных горна, 2 кузнечных и 2 гвоздильных горна, работа которых обеспечивалась 8 водяными колёсами общей мощность в 85 л. с. На основных работах было занято 55 человек, на вспомогательных — 123 человека. В 1863 году завод произвёл 18,9 тыс. пудов кричной болванки, которая частично использовалась для приготовления гвоздей, а бо́льшая часть поступала на Уткинский завод для переработки на полосовое железо.
В 1882 году был освоен контуазский способ производства железа. В 1885 году на заводе действовали 3 кричных горна, 1 калильная печь, 3 кузнечных горна, было произведено 1,2 тыс. пудов болваночного, 6,2 тыс. пудов кричного полосового и сортового, 0,4 тыс. пудов полосового железа, а также 1,8 тыс. пудов железных изделий. В 1890 году действовали 4 кричных горна, 5 вододействующих и 2 паровых молота, было произведено 6 тыс. пудов товарного железа. В 1891—92 годах парк оборудования пополнился новым кричным паровым молотом и турбиной. В 1895 году было произведено 70 тыс. пудов кричного железа, весь объём был отгружен для передела на другие заводы Верх-Исетского горного округа.
В 1899 году на заводе работало 4 кричных горна, 5 вододействующих и 2 паровых молотов, было произведено 78,9 тыс. пудов кричного железа и 0,6 тыс. пудов товарного. На основных работал было занято 45 человек, на вспомогательных — 219. В 1901 году был построен паровой котел, 1 кричный горн и 1 кричный паровой молот, также была проложена линия телефонной связи с другими заводами округа. В 1905 году парк оборудования завода состоял из 6 кричных горнов и 3 водяных молотов, штат составляли 20 основных и 20 вспомогательных рабочих.
Производство кричного железа в начале XX века постоянно снижалось, в 1900 году было произведено 67,2 тыс. пудов, в 1905 — 24 тыс. пудов. Производство готового железа оставалось примерно на постоянном уровне около 0,5 тыс. пудов. В 1907—1908 годах руководство округа в условиях экономического кризиса вынуждено было снижать издержки, в результате чего Шайтанский завод был закрыт.